# Theda Ukena
Theda Ukena (1432 en Oldersum - 16 de noviembre de 1494 en Greetsiel) fue entre 1466 y aproximadamente 1480 regente del Condado de Frisia Oriental.
Theda era la nieta y heredera del jefe Focko Ukena (fallecido en 1436) y nació en 1432 en Oldersum como hija de Uko Fockena y Heba Attena de Dornum. Probablemente fue llamada Theda por su abuela Theda de Reide, la primera esposa de  Focko Ukena. Su padre fue asesinado en junio de 1432.
En 1455 se convirtió en la segunda esposa de Ulrico I Cirksena, que era Conde de Frisia Oriental desde 1454. Entre 1457 y 1465, tuvieron seis hijos: Heba, Gela, Enno I, Edzard I el Grande, Ucko y Almuth. Theda trajo, entre otras reclamaciones, Oldersum al matrimonio, lo que debilitó considerablemente al jefe gobernante Wiard de Oldersum.
Después de la muerte de Ulrico en 1466 asumió las tareas oficiales de la casa de Cirksena. Fue asistida por el jefe Sibet Attena. Gobernó hasta aproximadamente 1480, cuando sus hijos Enno I y Edzard I alcanzaron la mayoría de edad. 
Theda murió el 16 de noviembre de 1494 en Greetsiel.